# Krommehambrug
De Krommehambrug maakt deel uit van de buitenring van de R4 te Gent.
Aan de Drie Leien splitst de Leie op in twee armen welke het natuurgebied Assels omarmen. De brug overspant de zuidelijke arm van de Leie, waar deze samenkomt met de ringvaart van de R4. De brug heeft een vrije hoogte van 5,52 m.

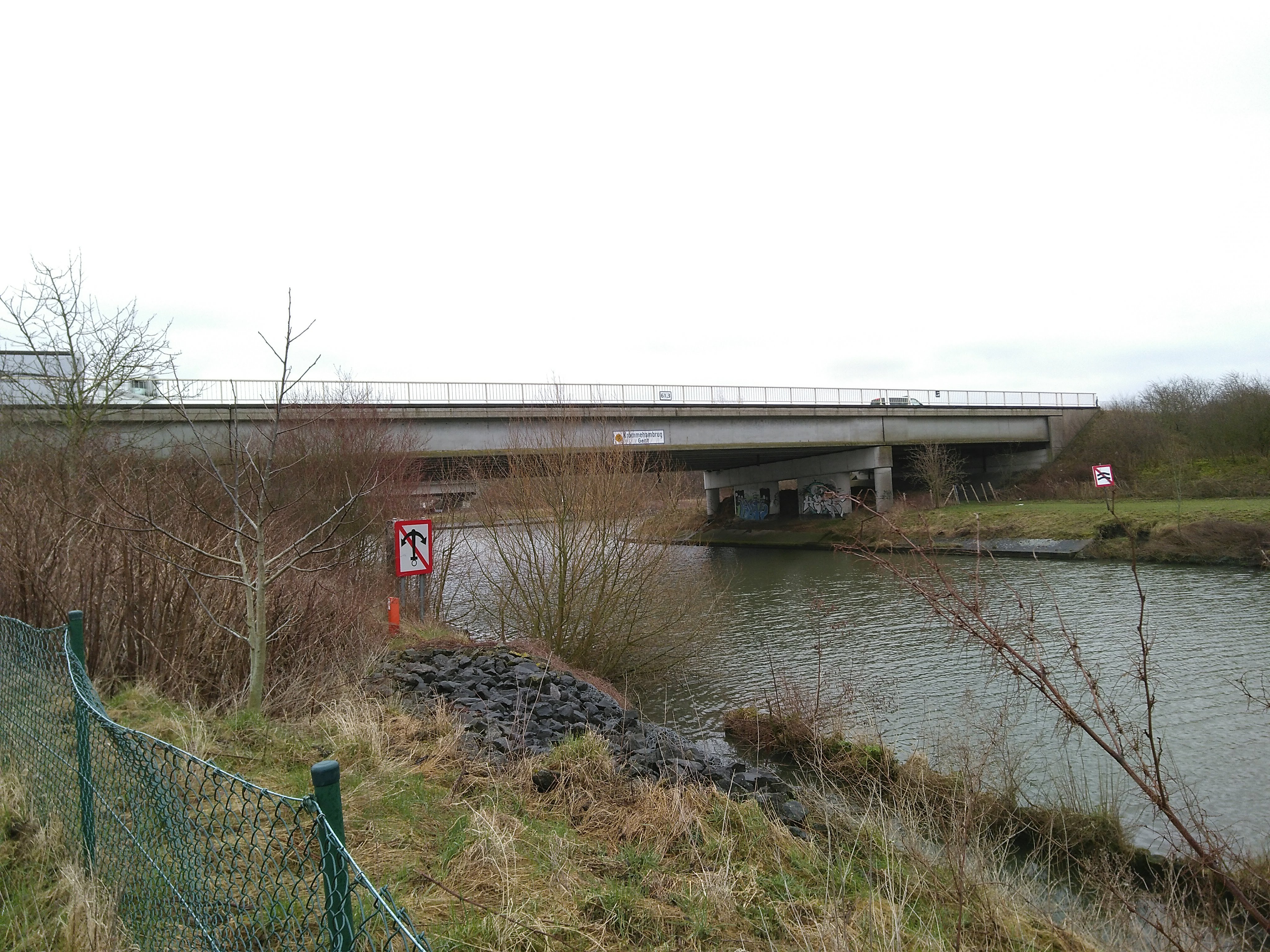
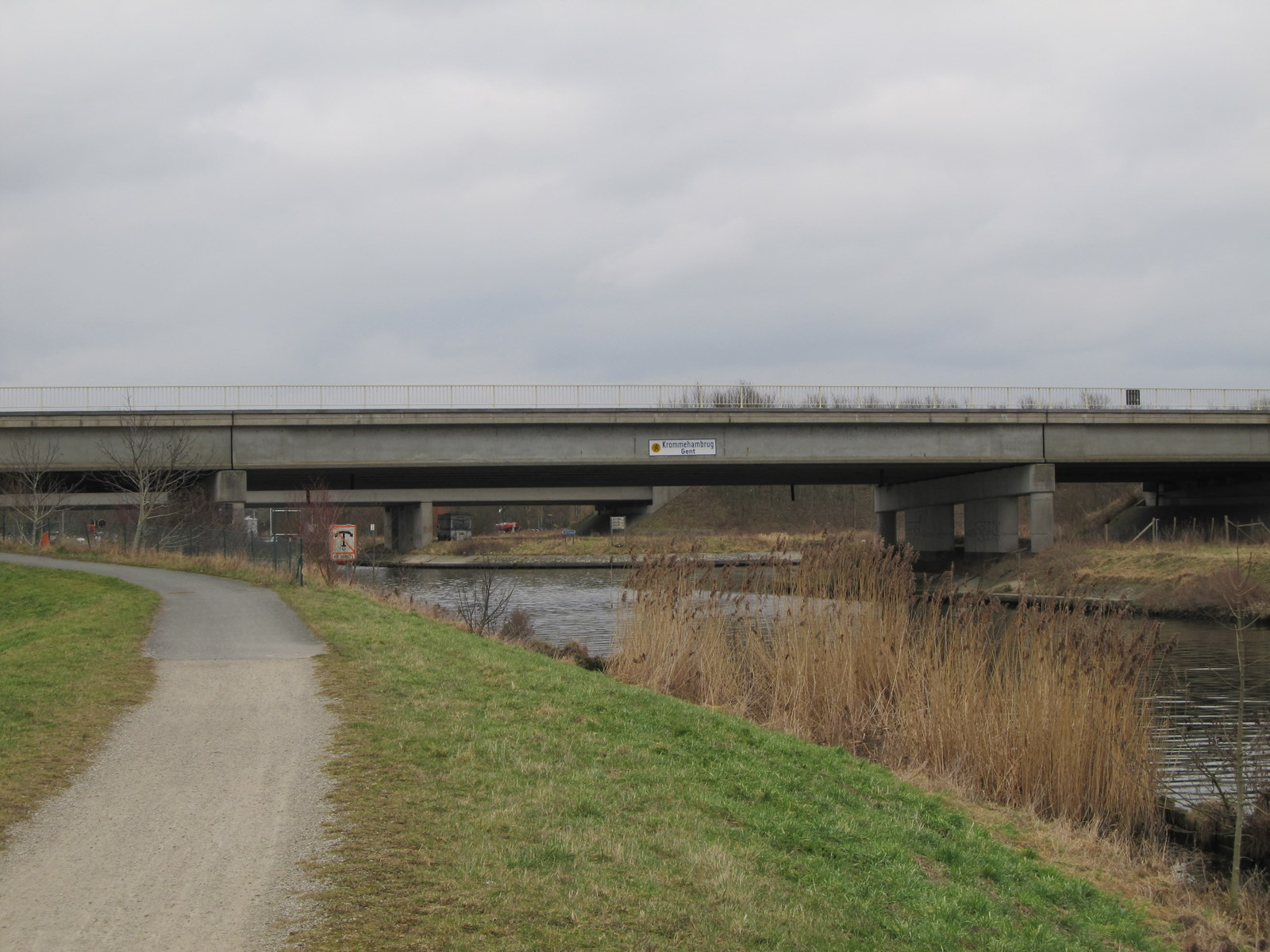
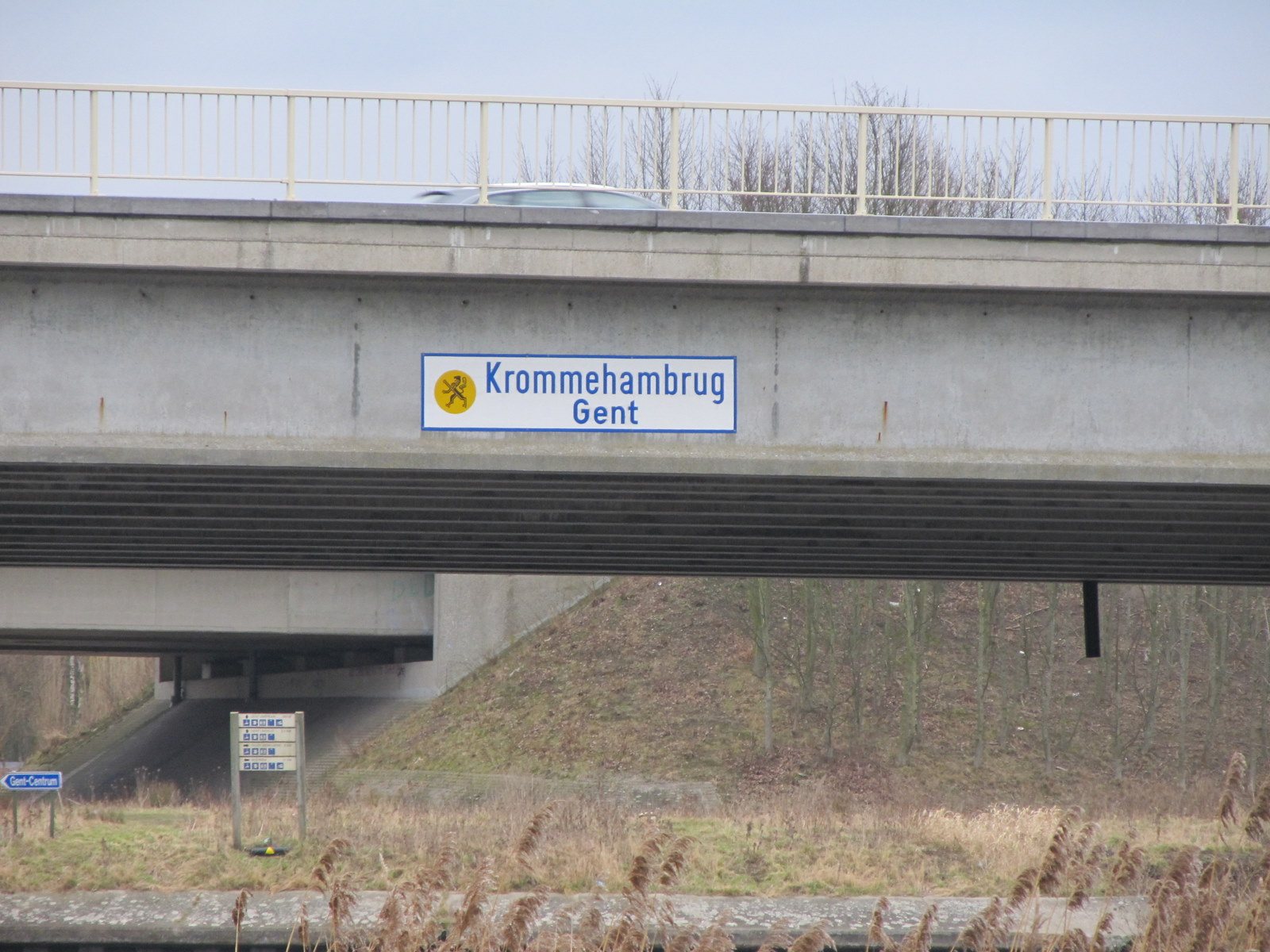